# La Tourette
La Tourette is een gemeente in het Franse departement Loire (regio Auvergne-Rhône-Alpes) en telt 467 inwoners (2004). De plaats maakt deel uit van het arrondissement Montbrison.

## Geografie
De oppervlakte van La Tourette bedraagt 5,6 km², de bevolkingsdichtheid is 83,4 inwoners per km².
De onderstaande kaart toont de ligging van La Tourette met de belangrijkste infrastructuur en aangrenzende gemeenten.

## Demografie
Onderstaande figuur toont het verloop van het inwonertal (bron: INSEE-tellingen).

1. ↑  Populations de référence 2022.